# Levy Kibet
Levy Kibet (15 de octubre de 2003) es un deportista de Kenia que compite en atletismo. Ganó una medalla de bronce en el Campeonato Mundial de Atletismo Sub-20 de 2021, en la prueba de 5000 m.